# Pampanal de Bolívar
Pampanal de Bolívar ist eine Ortschaft und eine Parroquia rural („ländliches Kirchspiel“) im Kanton Eloy Alfaro der ecuadorianischen Provinz Esmeraldas. Die Parroquia besitzt eine Fläche von 77,45 km². Die Einwohnerzahl lag im Jahr 2010 bei 1118.

## Lage
Die Parroquia Pampanal de Bolívar liegt auf den Inseln Isla Santa Rosa und Isla de los Pajaros an der Pazifikküste im Nordwesten von Ecuador. Der höchste Punkt des Verwaltungsgebietes befindet sich 9 m über Meereshöhe. Die Meeresstraßen Canal de Limones und Canal de Bolívar trennen die Parroquia vom Festland. Der Hauptort Pampanal de Bolívar (oder kurz: Pampanal) befindet sich an der nordöstlichen Küste von Isla Santa Rosa 15 km nordöstlich vom Kantonshauptort Valdez sowie 9 km nordwestlich der Hafenstadt San Lorenzo.
Die Parroquia Pampanal de Bolívar grenzt im Nordosten an die Parroquia Ancón de Sardinas (Kanton San Lorenzo), im Osten an die Parroquia San Lorenzo (ebenfalls im Kanton San Lorenzo), im Südosten an die Parroquia Tambillo (Kanton San Lorenzo) sowie im Südwesten an die Parroquia Valdez.

## Orte und Siedlungen
In der Parroquia gibt es neben dem Hauptort Pampanal de Bolívar noch die Recintos Santa Rosa und El Bajito.

## Geschichte
Die Parroquia Pampanal de Bolívar wurde im Jahr 1946 gegründet.

## Ökologie
Die Parroquia befindet sich im Schutzgebiet Reserva Ecológica Manglares Cayapas Mataje.